# Mercedes (Corrientes)
Mercedes – miasto leżące w środkowej części prowincji Corrientes w Argentynie. W roku 2001 liczyło 35 000 mieszkańców. 
Mercedes jest ważnym centrum handlowym dla regionu hodowli bydła. Posiada też muzea: historyczne, sztuki oraz historii naturalnej, to ostatnie z ponad tysiącem eksponatów zwierząt. 10 km od miasta znajduje się sanktuarium, poświęcone pamięci miejscowego bohatera ludowego, Gauchito Gila.